# Rajanya (Perú)
Rajanya es un caserío peruano ubicado en el distrito de Gorgor, perteneciente a la provincia de Cajatambo del departamento de Lima, al centro oeste del Perú. 

## Ubicación
Rajanya se ubica al sur de la provincia de Cajatambo, en el distrito de Gorgor, en el departamento de Lima.

## Demografía
En 2017 Rajanya tenía una población de 66 habitantes.
| Gráfica de evolución demográfica de Rajanya entre 1993 y 2017 |
|                                                               |
| Fuentes: Población 1993 y 2017                                |